# Herman Bohne
Herman Bohne (Tromsø, 1890. szeptember 22. – Tromsø, 1949. január 5.) olimpiai ezüstérmes norvég tornász.
Az 1908. évi nyári olimpiai játékokon versenyzett tornában és összetett csapatversenyben ezüstérmes lett.
Klubcsapata az Oslo Turnforening volt.